# Pravokotnost
Pravokótnost (tudi ortogonálnost) je ena od osnovnih relacij med različnimi geometrijskimi objekti: premicami, daljicami, vektorji, krivuljami, ravninami ipd. Pravokotnost označimo s simbolom {\displaystyle \bot }.
Premici sta pravokotni, če se sekata tako, da oklepata pravi kot - to je kot, ki je skladen s svojim sokotom (v stopinjah meri 90°). Pravokotni premici torej delita ravnino, v kateri ležita, na štiri med seboj skladne dele.
Premica je pravokotna na ravnino, če je pravokotna na katerokoli premico, ki leži v tej ravnini in poteka skozi prebodišče. Premico, ki je pravokotna na ravnino (ali tudi na krivuljo ali ploskev), imenujemo pravokótnica ali normála.

## Ugotavljanje pravokotnosti
Če pravokotni premici v kartezični ravnini zapišemo z enačbama {\displaystyle p:~y=k_{1}x+n_{1}} in {\displaystyle q:~y=k_{2}x+n_{2}}, potem za smerna koeficienta premic velja: {\displaystyle k_{1}=-{\frac {1}{k_{2}}}}.
Krivulji sta pravokotni, če sta pravokotni njuni tangenti v presečišču. Če sta krivulji podani kot grafa funkcij, lahko preverimo pravokotnost tako, da z odvodom izračunamo smerna koeficienta obeh tangent in ugotovimo, če velja zveza {\displaystyle k_{1}=-{\frac {1}{k_{2}}}}.
Vektorja sta pravokotna, samo če je njun skalarni produkt enak 0. (Pri tem privzamemo, da je ničelni vektor {\displaystyle {\vec {\mathbf {0} }}} pravokoten na vse vektorje in je hkrati edini vektor, ki je pravokoten sam nase.)
{\displaystyle {\vec {\mathbf {a} }}~\bot ~{\vec {\mathbf {b} }}\iff {\vec {\mathbf {a} }}\cdot {\vec {\mathbf {b} }}=0\!\,.}